# Crossroads (film, 1986)
Pour les articles homonymes, voir Crossroads.
Pour plus de détails, voir Fiche technique et Distribution.
Crossroads ou À la croisée des chemins au Québec est un film américain réalisé par Walter Hill et sorti en 1986. Il s'inspire, en partie, de l'histoire du bluesman Robert Johnson.

## Synopsis
Eugene Martone est un jeune guitariste de 17 ans, étudiant à la Juilliard School de New York. Fan de blues, il fait de multiples recherches pour ses cours et découvre l'histoire du légendaire guitariste-chanteur Robert Johnson. Ce dernier aurait vendu son âme au Diable à un carrefour (crossroads) de Clarksdale (Mississippi), pour obtenir sa virtuosité à la guitare. La prétendue légende évoque également une chanson perdue de Robert Johnson, la 30e et dernière de son répertoire. Dans sa quête pour trouver cette fameuse chanson, Eugene va rencontrer Willie Brown, un vieil harmoniciste avec lequel Johnson a travaillé de son vivant, et aujourd'hui détenu pour meurtre. Le vieil homme, qui s'appelle en réalité « Blind Dog » Fulton, accepte de lui donner la chanson, à condition qu'ils entreprennent tous les deux un voyage vers le Mississippi, la terre natale du delta blues.

## Fiche technique
Sauf indication contraire, les informations mentionnées dans cette section peuvent être confirmées par la base de données cinématographiques IMDb,  présente dans la section « Liens externes ».
- Titre original et français : Crossroads
- Titre québécois : À la croisée des chemins
- Réalisation : Walter Hill
- Scénario : John Fusco
- Musique : Ry Cooder
- Direction artistique : Albert Heschong
- Décors : Jack T. Collis
- Photographie : John Bailey
- Montage : Freeman A. Davies
- Production : Mark Carliner
- Société de production : Columbia Pictures
- Société de distribution : Columbia Pictures (États-Unis)
- Budget : n/a
- Pays de production :  États-Unis
- Langue originale : anglais
- Format : couleur et noir et blanc (Technicolor) — 1.85:1 - 35 mm
- Genre : drame, musical, road movie
- Durée : 96 minutes
- Date de sortie[1] : 
  - États-Unis : 14 mars 1986

## Distribution
- Ralph Macchio : Eugene Martone
- Joe Seneca (VF : Med Hondo) : Willie Brown alias « Blind Dog » Fulton
- Jami Gertz : Frances
- Robert Judd : Scratch
- Joe Morton : l'assistant de Scratch
- Steve Vai : Jack Butler
- Tim Russ : Robert Johnson
- Harry Carey Jr. : le gérant du bar
- Dennis Lipscomb (en) : Lloyd, l'homme du motel
- John Hancock : le shérif Tilford
- Allan Arbus : Dr Santis
- Akosua Busia : la jeune femme à la pension
- Gretchen Palmer (en) : la danseuse
- Guy Killum : Willie à 17 ans

## Production
Le projet démarre grâce au scénariste John Fusco, grand passionné de blues. En 1981, sa compagne d'alors, qui travaille dans une maison de repos, lui parle de l’arrivée d'un vieux joueur d'harmonica. John Fusco décide de rendre visite au vieil homme et imagine dès lors une intrigue avec un vieux musicien légendaire. Il développe son scénario avec l'histoire de Robert Johnson qui prétend avoir vendu son âme au Diable à un carrefour. Coïncidence, quand le film entre en production, Robert Johnson est intronisé au Rock and Roll Hall of Fame (dans la catégories des pionniers Early influences) en janvier 1986.
John Fusco écrit le script dans le cadre de sa thèse de Master à la Tisch School of the Arts de l'université de New York. Débutant dans l'industrie cinématographique, il bénéficie des conseils du producteur Mark Farliner. John Fusco sera payé 250 000 $ pour son travail,.
Keith Richards est initialement envisagé pour incarner Jack Butler. Le rôle revient finalement à Steve Vai.
Le tournage a lieu en 1985, dans le Mississippi (Natchez, Port Gibson, Greenville, Murphy (en), Vicksburg), à Burbank en Californie (Warner Bros. Studios) et à New York.

## Bande originale
La musique du film est composée par Ry Cooder, fidèle collaborateur de Walter Hill. Ry Cooder collabore ici avec de nombreux musiciens comme Nathan East, Arlen Roth, Jim Keltner, Sonny Terry, Jim Dickinson et Steve Vai.
Le titre Eugene's Trick Bag s'inspire de Caprice n°5 de Niccolò Paganini .
| 1.    | Crossroads                                         | Ahmad Jamal, Robert Johnson, trad.                            | 4:24 |
| 2.    | Down in Mississippi                                | J.B. Lenoir                                                   | 4:25 |
| 3.    | Cotton Needs Pickin'                               | Frank Frost, Richard "Shubby" Holmes, John Price, Otis Taylor | 2:58 |
| 4.    | Viola Lee Blues                                    | Noah Lewis                                                    | 3:11 |
| 5.    | See You in Hell, Blind Boy                         | Ry Cooder                                                     | 2:10 |
| 6.    | Nitty Gritty Mississippi (non inclus dans le film) | Fred Burch, Don Hill                                          | 2:57 |
| 7.    | He Made a Woman Out of Me                          | Fred Burch, Don Hill                                          | 4:12 |
| 8.    | Feelin' Bad Blues                                  | Ry Cooder                                                     | 4:16 |
| 9.    | Somebody's Callin' My Name                         | trad.                                                         | 1:45 |
| 10.   | Willie Brown Blues                                 | Ry Cooder, Joe Seneca                                         | 3:45 |
| 11.   | Walkin' Away Blues                                 | Ry Cooder, Sonny Terry                                        | 3:37 |
| 37:06 |                                                    |                                                               |      |

## Accueil
Le film reçoit des critiques plutôt positives. Sur l'agrégateur américain Rotten Tomatoes, il récolte 73% d'opinions favorables pour 15 critiques et une note moyenne de 5,78⁄10. Sur Metacritic, il obtient une note moyenne de 55⁄100 pour 12 critiques. Le célèbre critique américain du Chicago Sun-Times Roger Ebert lui donne la note de 3,5⁄4, appréciant principalement la qualité de la musique et des acteurs.
Le film ne rencontre pas le succès au box-office, avec seulement 5 839 031 $ de dollars de recettes aux Etats-Unis.

## Distinction
Au festival international du film de Flandre-Gand 1986, le film obtient le prix Georges Delerue de la meilleure musique.